# Pterobryopsis pilifolia
Pterobryopsis pilifolia là một loài Rêu trong họ Pterobryaceae. Loài này được (Dixon) Magill miêu tả khoa học đầu tiên năm 1980.